# Coreglia Ligure
Coreglia Ligure – miejscowość i gmina we Włoszech, w regionie Liguria, w prowincji Genua.
Według danych na rok 2004 gminę zamieszkiwało 256 osób, 32 os./km².